# Куликов Андрій Вікторович
Андрі́й Ві́кторович Кулико́в (* 27 вересня 1957, Київ) — український журналіст, редактор, радіоведучий, телеведучий, актор, медіаексперт та медіатренер.

## Освіта
Закінчив факультет міжнародних відносин та міжнародного права Київського державного університету імені Тараса Шевченка за спеціальностями «фахівець з міжнародних відносин; референт-перекладач англійської мови».

## Журналістська діяльність
- 1979—1992 рр. — Кореспондент, заввідділу, заступник головного редактора пропагандистської англомовної газети УРСР на закордон «News from Ukraine» (Київ).
- 1992—1995 рр. — Продюсер, старший продюсер радіо Української служби Бі-Бі-Сі (Лондон).
- 1996 р. — в.о. головного редактора, заступник головного редактора новин телеканалу ММЦ-«Інтерньюз».
- 1997—1998 рр. — Випусковий редактор, заступник директора Телевізійної служби новин телеканалу «Студія „1+1“, куди потрапив на запрошення Олександра Ткаченка, який за словами самого журналіста навчив його телемайстерності, а особливо — організації виробничого процесу.

|  | Вперше, на мою думку, інформаційно-аналітичну складову… було вписано в телеканал як єдине ціле. Вона перегукувалася за стилістикою і за філософією з усім іншим, що на той час робилося на “1+1”. Себто це було нове, і це було українське, це було так, як ми хочемо його робити — в тому числі й для самих себе, не тільки для глядача». |

- 1998—1999 рр. — Разом із телепродюсером Михайлом Павловим прийшов на „Новий канал“, де був шеф-редактором і ведучим ефірів, зокрема, проєкту „Студія“.[2] Експеримент полягав не тільки в цьому. У команди Куликова була цілком імпровізаційна студія. Щодня до них приходили нові люди з ідеями, половина з яких отримували змогу щось зняти.

|  | «Це був експеримент. Для мене було великим запитанням, наскільки в принципі телеканал може обійтися без політики. А потім ми болісно шукали, як же це поставити в ефір. Я би сказав, що це був джазовий імпровізаційний телеканал, але джазовий не у формі якогось тріо, яке грає без мелодії, і яке дуже важко оцінити, а, радше, коли якийсь біг-бенд грає джаз-імпровізацію. І це було дуже цікаво — все звести до купи. |

Залишив канал, коли туди прийшла команда Олександра Ткаченка, відмовившись від пропозиції очолити новини „Репортер“.
- 2000 р. — автор-ведучий телепрограми „Нічна драматургія“ на телеканалі СТБ.
- 2000—2007 рр. — Продюсер радіо Української служби Бі-Бі-Сі (Лондон). В цей період із 2005 по 2007 рр. також був медіа-експертом спільного проекту Європейського Союзу — TACIS — BBC World Service Trust „ЖОРНА“ під назвою „Журналістська Освіта: Розвиток Навичок“. До речі, якби не ця медіапрограма, телемайбутнє Андрія Куликова могло би бути іншим. Уже після того, як стало зрозуміло, що Президентом України стане Віктор Ющенко, Куликову зателефонував Володимир Оселедчик, генпродюсер студії „1+1“:

|  | «Андрію, є потреба налагодити роботу “ТСН” по-новому, давай, спробуй це зробити» |

Куликов узявся до цього „з величезним задоволенням і ентузіазмом“. І якби не інші плани, залишився б і далі керувати „ТСН“.
|  | «Це було після так званого групового фото, коли вишукувалися люди з “1+1”, перед ними стояв Роднянський, і вони оголосили, що відтепер будуть передавати і говорити правду. Рух цей вони почали самі, були готові працювати самі. Їм треба було додати трохи організованості, людяного спілкування і повернути найкращі традиції “ТСН”, які багато з тих людей пам'ятали» |

- Із серпня 2007 р. — На запрошення ексколеги з Нового каналу телепродюсера Михайла Павлова став ведучим[4] політичного ток-шоу «Свобода слова» на телеканалі ICTV після звільнення звідти Савіка Шустера. В сезоні 2011—2012 років «Свобода слова» та її ведучий А.Куликов перемогли у номінації найкраще політичне ток-шоу 12-ї національної телевізійної премії «Телетріумф». Звернувши увагу, що нагороди вручали люди, одягнені в одноколірні строї, Куликов сказав:

|  | «Тут на сцені є люди, пофарбовані в синє, червоне і зелене. Кудись зник помаранчевий колір, немає малинового. Навіть якщо для всіх нас є перестороги, ми не повинні допускати, щоб у нас зникали кольори. Ми не повинні допустити, щоби з нашого телебачення зникали мови, ми не повинні допустити, щоби з нашої спільноти зникали колеги. У нашій програмі працюють люди різних кольорів, я маю на увазі, люди різних політичних переконань, і може тому вона виходить такою, як вона є». |

Але промову Андрія Куликова з трансляції телевізійної версії нагородження вирізали.
- Із вересня 2011 ;— ведучий авторського проєкту «Пора року» на Радіо-Ера FM. Через 5 років свого існування в українському радіоефірі програма переїхала на «Громадське радіо». Журналіст вважає, що саме ця програма на своєму рівні посприяла зрушенням, які відбулися в медіапросторі, зокрема щодо квот на українську музику в ефірі.

24 червня 2011 р. разом із 4-ма обраними Адміністрацією Президента України представниками ЗМІ, серед яких екс-керівник по Телевізійній службі новин каналу «1+1» Олександр Ткаченко, А.Куликов був запрошений в гості до Президента України Віктора Януковича в заміську резиденцію «Межигір'я», що показували по телебаченню. «Вони глибоко переконані, що право контактувати із владою, тим більше в неформальній обстановці — це висока професійна оцінка їхньої журналістської діяльності. Це так лише в тому випадку, якщо під час цього спілкування журналіст лишається журналістом, тобто виконує свою роботу. Напрошується запитання: власне, яку журналістську роботу вони виконували, побувавши в резиденції Президента? Вони узяли інтерв'ю у глави держави? Ні, оскільки всі п'ятеро були попереджені, що кінцевий продукт не буде від них залежати. Касети із записом зустрічі передали на канали менш, ніж за добу до ефіру. Монтаж і корекцію змісту повністю контролювала сторона Президента. Підкреслю: всі присутні були про це попереджені і по суті, ці журналисти віддали Адміністрації Президента свою репутацію, ім'я і обличчя у тимчасове користування» — М.Найєм
- В тому ж 2011 році на каналі ICTV вийшов фільм випускового редактора програми «Свобода слова» Михайла Павлова «Змова», який розповідав про справу вбитого восени 2000 року журналіста і засновника сайту «Українська правда» Георгія Гонгадзе. У ньому брав участь і Андрій Куликов, який озвучував деякі моменти цього фільму. У журналістському середовищі була така думка, що цей фільм «відбілював» Леоніда Кучму і був спрямований проти Євгена Марчука. Куликов відповідав в одному із своїх інтерв'ю так:

|  | Звісно, завжди знайдуться люди, які вважають, що фільм «відбілює» Леоніда Кучму. А деякі вважають, що він не «відбілює» Леоніда Кучму. Так що я погоджуюся з тим, що дехто вважає, що цей фільм «відбілює» Леоніда Кучму. Я багато знаю про пана Марчука, і це не має жодного відношення до того, що я погодився озвучити кілька фрагментів. Наскільки я пам'ятаю, я не озвучував нічого, що стосується пана Марчука, — раз. По-друге, навіть якби я зробив це, я не вважаю, що це аж такий злонамірний акт, щоби про це говорити. Бо йдеться про дві-три фрази на фільм у двох частинах. Коли потрібен голос, і тобі кажуть колеги: «Андрію, озвуч», то воно і робиться. Безвідповідально? Можливо. |

- У 2013 році виступив співзасновником «Громадського радіо» (разом з Наталею Соколенко, Олександром Бузюком і Володимиром Корсунським). З вересня 2015 року очолює його правління.
- 2 грудня 2016 року під час засідання загальних зборів Всеукраїнської громадської організації «Комісія з журналістської етики» Андрій Куликов обраний головою[9][10].
- З осені 2015 до весни 2016 Андрій Куликов був ведучим програми «Слово Куликову» на «Радио Вести»
- В липні 2016 року Андрій Куликов в ефірі своєї програми оголосив про те, що він припиняє працювати на телеканалі ICTV заради роботи на «Громадському радіо».
- 19 квітня 2019 року Андрій Куликов був одним із ведучих дебатів між кандидатами у Президенти Петром Порошенком та Володимира Зеленського, що проходили на НСК «Олімпійський».
- 12 березня 2020 року був ведучим презентації «Платформи єдності та примирення», яку організував радник голови РНБО Сергій Сівохо.

## Інші факти
У 2018 році Андрій Куликов зіграв роль Тараса Войтенка, який за сценарієм є президентом України у фільмі «2020. Безлюдна країна» режисера Корнія Грицюка.
7 січня 2022-го року Андрія Куликова було побито та пограбовано. Свій стан потерпілий назвав задовільним. Поліція стверджує про затримання правопорушників. Центральні телеканали майже не висвітлювали цієї новини та обійшлися сухими повідомленнями рухомим рядком чи в новинних випусках.

## Нагороди
- 2013 — Телетріумф в номінації «Ведучий/ведуча ток-шоу».
- 2011 — Телетріумф в номінації «Ведучий/ведуча ток-шоу».
- 2011 — переможець конкурсу «Золоте перо» у номінації «Краща суспільно-політична програма телебачення».

## Інші заняття
Професійно займається перекладацькою діяльністю (українська-російська-англійська), перекладає рок-пісні.

## Захоплення
Займається літературною діяльністю. Любить гуляти містом, подорожувати, збирати гриби, куховарити. Вегетаріанець і абстинент (із початку 1990-х).

## Родина та особисте життя
Виріс в родині службовців. Одружений з Антоніною (за фахом вчителька російської мови), має одну доньку, яка на цей момент живе в іншій країні.